# Паласио, Лойола
Игна́сия де Лойо́ла де Пала́сио дель Ва́лье-Лерсу́нди (исп. Ignacia de Loyola de Palacio del Valle-Lersundi; 16 сентября 1950, Мадрид — 13 декабря 2006, Мадрид) — испанский политик, член Народной партии Испании. Заместитель председателя Европейской комиссии, комиссар по вопросам транспорта и энергетики в 1999—2004 годах. Младшая сестра Аны Паласио, министра иностранных дел Испании в 2002—2004 годах.
Родом из аристократической семьи, Лойола Паласио изучала юридические науки в Мадридском университете Комплутенсе и активно занималась партийной работой. В 1996—1999 годах Лойола Паласио занимала должность министра сельского хозяйства, рыболовства и продовольствия в правительстве Хосе Марии Аснара.
Была избрана в Европейский парламент в 1999 году, но спустя несколько недель была вынуждена сложить свои полномочия депутата, получив назначение на должность заместителя председателя Европейской комиссии, где она отвечала за вопросы транспорта и энергетики. На этих должностях Лойола Паласио проработала до 2004 года.
В 2004 году Лойола Паласио оказалась в центре международного скандала, пожелав смерти Фиделю Кастро, сломавшему при падении ногу и руку, заявив: «Мы все надеемся, что он умрёт как можно скорее. Я не говорю, что его надо убить, я говорю, он должен умереть. Я никому не желаю смерти, но единственное решение — это если бы Кастро исчез».
В 2006 году у Лойолы Паласио был обнаружен рак лёгких, и несмотря на благоприятные прогнозы после лечения в США, она внезапно умерла в мадридской клинике, вернувшись с лечения домой на Рождество.